# Régiment d'Allonville
Le régiment d'Allonville (1794-1796) est un régiment de cadres de l'Armée des émigrés qui ne participe pas au débarquement des émigrés à Quiberon et au débarquement en Vendée.
Le général Armand Jean d'Allonville passe au service de sa majesté britannique. Il recrute des émigrés et s'embarque à Brême, en juin 1793, avec 500 gentilshommes sous ses ordres. Mais les 500 hommes dont parle l'un de ses officiers, le comte de Lardenoy, sont en réalité 250.
Les corps d'émigrés arrivés de Brême à Portsmouth sont les uhlans britanniques, de 340 hommes, le corps de cavalerie légère de Choiseul, de 550 ; les cadres d'Allonville, de 250 ; 50 hommes de supplément, des cadres d'Oléanson; 40 d'artillerie; le régiment de Rohan-cavalerie, et le corps des chasseurs d'York, partie cavalerie, partie infanterie. Le régiment de Rohan-cavalerie se révolte. 150 navires viennent prendre à Brême.

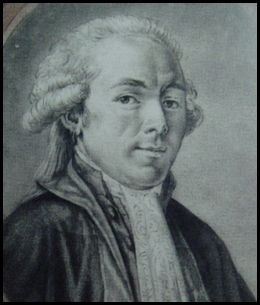
Joseph de Puisaye

Les cadres d'Allonville doivent former le régiment d'Allonville en débarquant en France pour rétablir sur leur trône les Bourbons. L’historien, Armand François d'Allonville, son fils, écrira : Après huit mois d'actives démarches, Puisaye avait obtenu que l'expédition, toute française, se composerait des régiments français à la solde anglaise et qu'il serait formé des cadres (skeleions) divisés en quatre compagnies, dont chacune, après son recrutement sur le continent, deviendrait un régiment (genuine). Leurs commandants étaient le prince de Léon, M. d'Oilliamson, le vicomte de Chambray, et le comte d'Allonville, mon père. Stationnés à Jersey et Guernesey, ces cadres avaient pour objet de seconder l'expédition principale. Ce que l’Histoire générale des émigrés pendant la révolution française de Henri Forneron confirme.  Mais lui parle de quatre brigades.
Le comte d'Allonville, le 15 mars 1794, commande un corps de gentilshommes portant son nom, le régiment d'Allonville. La bénédiction du drapeau du régiment d'Allonville est une  cérémonie tout à la fois religieuse et militaire. Le régiment est un régiment de cadres composé de gentilshommes bretons, 186 anciens  officiers de l’armée royale, dont les moindres grades sont des sous-lieutenants ou des élèves de marine. Les  cadres de d'Oilliamson fournissent des officiers et des hommes au régiment d'Allonville, mais le but est d’opérer une descente sur les côtes de la Bretagne ou de la  Vendée, sous les ordres de S.A.R. Monsieur, comte d'Artois et d’encadrer les volontaires vendéens ou  chouans et des anciens prisonniers que les contre-révolutionnaires surnomment carmagnoles.
Ses officiers sont entre autres le marquis Thimoléon Joseph d’Espinay Saint-Luc, sous-lieutenant en 1784, (à moins de 6 ans !), capitaine dans le régiment d’Allonville. Il va participer au débarquement des émigrés à Quiberon et un autre marquis, Charles du Pont de Compiegne, maréchal de camp, qui sert dans le régiment d'Allonville à Guernesey et dans l'Empire et qui est son beau-frère.
Louis de Frotté demande au prince d'envoyer en Normandie des officiers du régiment d’Allonville.

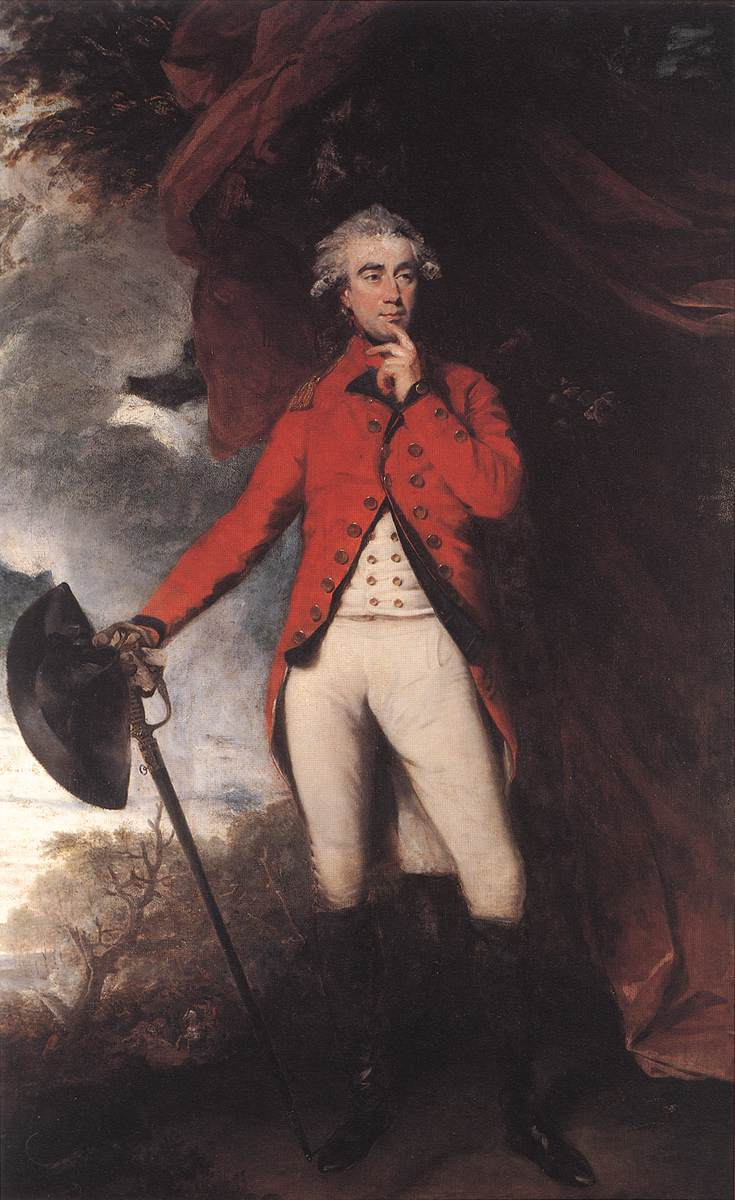
Francis Rawdon-Hastings, Lord Moira.

En mai 1795, Armand Jean d'Allonville lève, en Westphalie, des troupes. Selon plusieurs sources, sa légion n'étant pas prête reste en Angleterre pendant le débarquement des émigrés à Quiberon en juin/juillet 1795, malgré le fait qu'il jouit de la protection du comte d'Artois et du duc d'Harcourt. Seul d’Espinay Saint-Luc, capitaine dans le régiment d’Allonville, participe au débarquement de Quiberon.
Début septembre 1795, Armand Jean d'Allonville, qui a quitté Guernesey, est au camp de Ryde, dans l'île de Wight. Son corps émigré de quatre compagnies compte 240 volontaires, tous anciens officiers ou gentilshommes. Soixante bâtiments de transport mouillent à Southampton : ils sont destinés à prendre à bord une armée expéditionnaire qui va débarquer en Vendée. D'immenses préparatifs sont faits dans les cités maritimes et dans les garnisons de la Grande-Bretagne. Pour réveiller les premiers élans des Vendéens, on leur fait chaque jour passer les feuilles publiques constatant les progrès de l'expédition. On désigne les généraux et les régiments qui doivent y prendre part. C'est Francis Rawdon-Hastings, lord Moira, qui la commande en chef : le nom de ce militaire est une garantie d'honneur, de courage et de loyauté. Le major-général Doyle se place à la tête de la première division de débarquement ; la seconde, entièrement formée d'émigrés, se compose des régiments de Mortemart, de Castres, d'Allonville, de Rohan et de Choiseul et aussi les chasseurs d'York et les uhlans britanniques.  Le comte d'Artois doit faire partie de l’expédition. 
Les républicains sont prévenus et ils réunissent toutes leurs forces navales et terrestres. La flotte qui doit opérer sur une grande échelle ne se compose en réalité que de quarante bâtiments de transport : on n'y compte en soldats que 2 000 fantassins, 500 hulans et un cadre d'officiers français émigrés, ne s'élevant pas à plus de quatre ou 500 hommes.
Les trois premières compagnies du régiment d'Allonville prennent part à la courte occupation de l'île d'Yeu, à la fin de 1795, mais les troupes ne débarquent pas en Vendée. Sur terre des milliers de Vendéens sont prêts à balayer les faibles forces républicaines. Mais seule une poignée d'émigrés débarquent. Le comte d'Artois tarde. Des renforts républicains viennent renforcer les troupes déjà sur place et les Anglais ne veulent pas attaquer Noirmoutier défendue par 2 000 hommes et une puissante artillerie. Lord Moira, trop soucieux des intérêts français doit quitter le commandement de cette armée, au grand regret des royalistes émigrés, auxquels il montra toujours beaucoup de zèle et d'intérêt. Il était ami avec le général d’Allonville.
Mal vêtus et obligés de camper et de faire le métier de simples plantons, les cadres d'Allonville s'en montrent outrés et quelques-uns tiennent des propos de la plus grande indécence, d'après les Anglais. Ce qui donne en décembre 1796, un prétexte pour leur licenciement par leurs alliés, au camp de Ryde.